# Eulalia de Abaitua y Allende-Salazar
Eulalia de Abaitua Allende-Salazar (Bilbao, 25 de enero de 1853-16 de septiembre de 1943) fue una fotógrafa española. Es la primera fotógrafa de la que existen referencias en el País Vasco. Destacó por la calidad técnica de sus fotografías; por recoger las costumbres, fiestas y tradiciones de su época; por el interés social y humano de sus retratos al natural, rompiendo con la práctica habitual de los fotógrafos de centrarse en monumentos y retratos de estudio; y por retratar las faenas y actitudes de las mujeres dotándolas de protagonismo.
Gran parte de su trabajo, que fue de carácter amateur por ser mujer en su época y que suma más de 2.500 imágenes, se conserva en el Museo Vasco de Bilbao donde se expone una muestra.

## Inicios en la fotografía
En 1861, se trasladó con su familia a vivir a Liverpool en Inglaterra, coincidiendo con la tercera guerra carlista, allí se casó con un ingeniero civil, Juan Narciso con quien tuvo cuatro hijos. Durante su estancia en Inglaterra, Eulalia de Abaitua descubrió la fotografía, los materiales y su técnica.
A su regreso a España en 1876 se estableció en el Palacio del Pino, ubicado junto al Santuario de la Virgen de Begoña, en Bilbao (Vizcaya). En el sótano de esta mansión instaló su laboratorio fotográfico y empezó a retratar el universo a su alrededor. Su material preferido fueron las placas estereoscópicas de vidrio, tanto positivas como negativas, en formato 4,5 cm x 10,7 cm, y emulsión de gelatinobromuro.

## Estudios y trabajo
Estudió en el colegio del Sagrado Corazón de Jesús de Sarriá (Barcelona), aunque se desconocen sus estudios.
La obra de Abaitua es un documento histórico que recoge las costumbres, fiestas, tradiciones de su época, considerada fotografía antropológica. Bajo una atenta y sensible mirada recoge aspectos de la vida rural y urbana que la rodeaba, a la vez que capta las más diversas faenas y actitudes de las mujeres de la época, dotándolas de un importante protagonismo y acercando su papel a nuestros días.
Por la calidad técnica de sus fotografías y por el profundo interés social y humano de sus retratos, en una época en que los fotógrafos retrataban sobre todo monumentos y personajes en el estudio, se la reconoce como una fotógrafa excepcional y una de las pioneras de la fotografía en España.

## Trayectoria artística
Eulalia de Abaitua fue fotógrafa de la sencillez, la naturalidad y la espontaneidad y trabajó casi siempre en exteriores y con luz natural. Para fotografiar personas, utilizó diversos encuadres: planos de busto o medios, americanos o de tres cuartos y de cuerpo entero.
Inmortalizó con su cámara múltiples escenas en las que las mujeres son las protagonistas: vendedoras de sardinas en el Mercado de la Ribera, lavanderas en las orillas del río Nervión, lecheras, mujeres acarreando el agua o cultivando la tierra. También capturó las celebraciones sociales, los rincones marineros y urbanos, personas de todas las edades, los rostros, los trabajos y los gestos, aportando una visión etnográfica de su tierra en su época.  
Se centró en retratar, sin retoques, la sencillez de las gentes del pueblo, las personas humildes, en su vivir común, en el quehacer diario y en el tiempo de asueto, describiéndola como "Insólitas estampas de la vida cotidiana en pleno auge de una revolución industrial que parecía que sepultaba todo lo demás y que conforman un universo de recuerdos".
Su obra se divide en tres bloques: la vida privada, las imágenes costumbristas y los viajes. El primer bloque lo protagonizan sus familiares y amistades en el Palacio del Pino; el segundo se compone de instantáneas que registran el ambiente de su localidad y alrededores; el tercero son fotografías de sus viajes por Italia, Venecia, Marruecos, Lourdes, Málaga, Madrid, Isla de Creta y otros lugares.

## Archivo fotográfico
Los fondos documentales del archivo fotográfico de Eulalia de Abaitua se encuentran en el Museo Vasco de Bilbao, que custodia más de 2.500 imágenes tomadas por la fotógrafa. Una muestra de este trabajo se expone para dar a conocer la vida y obra de esta mujer, proporcionándole su merecido reconocimiento público por la belleza de las instantáneas y por ser un testimonio de indudable valor histórico sobre su época.
La colección completa resulta una muestra del paisaje urbano y rural de Vizcaya en el paso del siglo XIX al siglo XX. Por ello, su trabajo fotográfico, llevado a cabo con un lenguaje directo, se considera como una prueba rigurosa de la realidad de su tiempo.

## Exposiciones

### Individuales
- Las mujeres de Eulalia Abaitua (Museo de Las Encartaciones, Sopuerta, 2021)[5]
- Arratiako irudiak / Imágenes de Arratia (Ludoteca de Areatza, Bilbao, 2013)[6]
- La fotógrafa Eulalia de Abaitua, 1853-1943 (Museo Vasco, Bilbao, 2010-2011)
- Gernika-Lumo (Euskal Heria Museoa, 2011)
- República y Santuario / Errepublika eta Santutegia (2005)
- Miradas del pasado / Lehenagokoen begiratuak (1998)
- La Familia / Senitartea (1994)
- La Ría imágenes de otro tiempo / Kresalibaia behinolako irudiak (1991)
- Mujeres Vascas de Ayer / Gure Aurreko Andrak (Museo Vasco, Bilbao, 1990)
- Begoña (1900)

### Colectivas
- El contrato (Alhóndiga Bilbao, Bilbao, 2014)
- España contemporánea: fotografía, pintura y moda (Fundación Mapfre, Madrid, 2013)
- 100 años en femenino: una historia de las mujeres en España (Centro Conde Duque, Madrid, 2012)
- Pasado de moda / Boladaz pasatuta (Museo Arqueológico, Etnográfico e Histórico Vasco / Euskal Arkeologia, Etnografía eta Kondaria Museoa, Bilbao, 2003)

## Homenajes y reconocimientos
Su nombre se ha incluido en el callejero de algunas ciudades:
- Glorieta Eulalia Abaitua, Valdemoro (Madrid)[7]
- Calle Eulalia Abaitua, Guadalajara[8]
- Calle Eulalia Abaitua, Bilbao[9]